# Monestir de São Dinis
El Monestir de Sâo Dinis d'Odivelas, Monestir de Sâo Dinis e Sâo Bernardo o Monestir d'Odivelas va ser fundat a finals del segle xiii; es troba a la plaça de D. Dinis, a la freguesia d'Odivelas, Portugal.
Aquest important conjunt d'arquitectura religiosa està classificat, des del 1910, com a Monument Nacional.

## Història

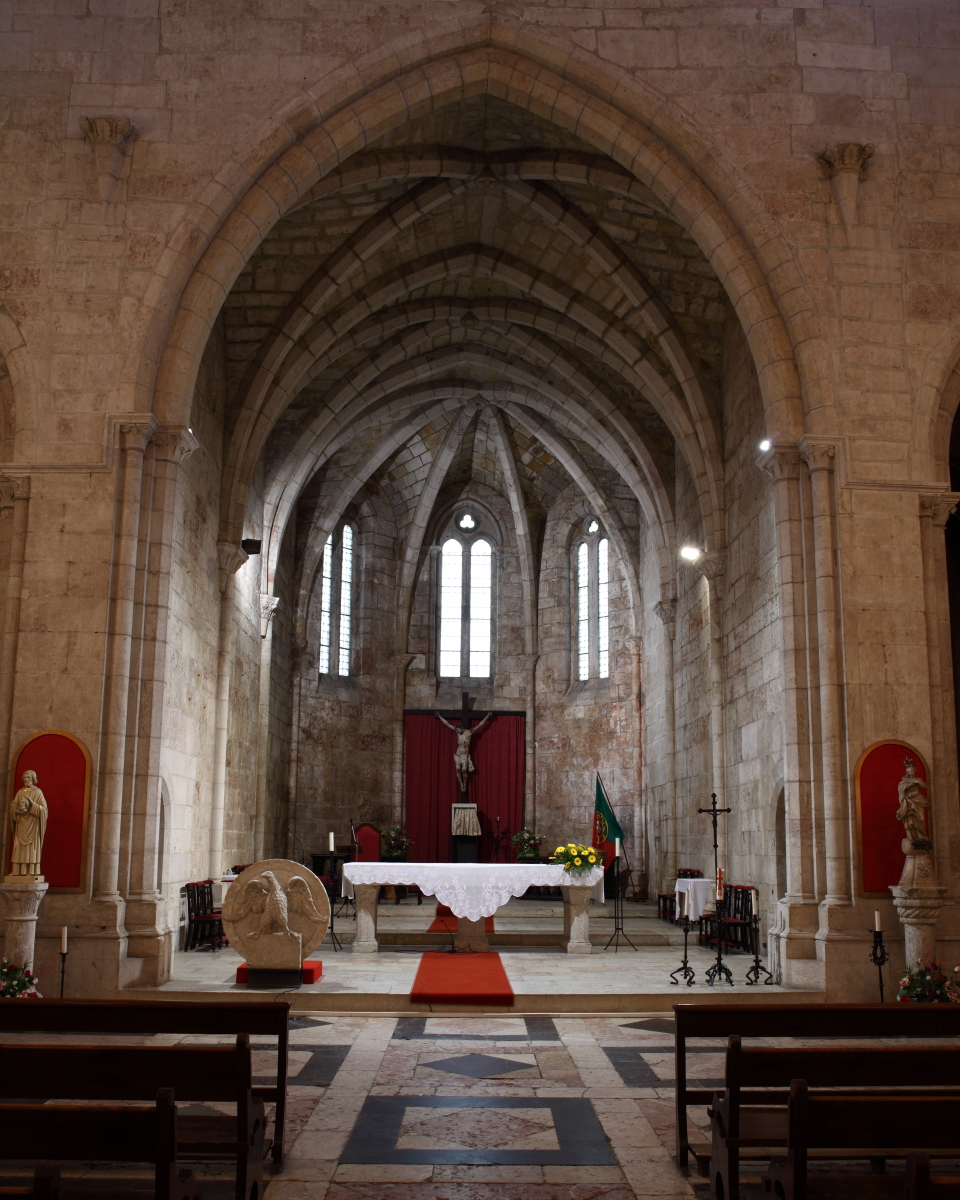
Capella major (gòtica)

La primera pedra del monestir, de l'Orde de Cister, la posà el rei Dionís I el 27 de febrer del 1295. Diu la llegenda que Dionís prengué aquesta iniciativa per tornar una promesa feta a Lluís IX, quan, en una cacera a l'Alentejo, va ser sorprès per un os. Davant l'aparició del sant, el rei aconseguí neutralitzar l'animal.
L'elecció del lloc recaigué en una propietat del rei al terme de Lisboa, Odivelas, on se situava la “Quinta das Flores”. Aquesta zona gaudia d'òptims recursos naturals: sòls fèrtils, un curs d'aigua, i una morfologia que formava un abric natural per als conreus. El monestir es destinà a una comunitat femenina del Cister.
Per voluntat de Dionís I, el monestir se subjectava a la fiscalització dels abats d'Alcobaça, que el visitaven regularment.
La construcció primitiva, d'estil gòtic, començà el 1295, amb els arquitectes Antão Martins i Afonso Martins; al segle xvii, l'intervingué fra João Turriano, monjo benedictí, enginyer del regne. A causa dels danys causats pel terratrèmol de 1755, de la construcció gòtica inicial resten només alguns fragments dels claustres i la capçalera de l'església –amb el portal lateral sud–, constituïda per l'absis i capelles laterals, amb voltes de nervis. El monestir reflecteix la diversitat estilística de les successives intervencions a què ha estat sotmés: elements gòtics, manuelins, barrocs i neoclàssics.
El 1325 mor Dionís i, d'acord amb el seu desig, és sepultat al monestir, que representa tal vegada l'obra arquitectònica més emblemàtica del seu regnat.
Entre 1900 i 2015 funcionà al monestir l'Institut d'Odivelas.
En gener del 2019 l'Exèrcit cedí el monestir a la Cambra d'Odivelas. L'acord té un termini de 50 anys i implica una inversió prevista, per part de la Cambra d'Odivelas, uns 16 milions d'euros en obres de requalificació, així com el pagament d'una renda mensual de 23.000 euros.
El Monestir d'Odivelas serà residència universitària i escola d'ensenyament artístic.

## Edifici
El monestir (vulgarment anomenat de Sâo Bernardo) està implantat sobre una antiga pedrera, en un terreny en lleu declivi, entre les muntanyes de Nossa Senhora da Luz al sud, Tojais a l'est, i S. Dinis a l'oest. L'església és un edifici rectangular, constituït per dues torres flanquejades que es descomponen en tres naus.
L'edifici presenta una planta rectangular irregular, composta per dos claustres quadrangulars, dels quals algunes ales es perllonguen cap al nord i l'est, la primera amb dos braços adossats, de nau simple formada per la capçalera, absis i absidioles, totes poligonals, i per sagristia adossada a la façana lateral dreta de volums articulats i esglaonats, amb cobertures diferenciades en teulades de dues (naus), tres (sagristia) i cinc (capçalera) aigües.
La capçalera de l'església és marcada per quatre cossos; i als angles per contraforts; alguns dels panys tenen arcs apuntats, sostinguts per columnes, però de dimensions diferents. Sobre la capçalera, dos òculs esquincen la paret per damunt de l'arc triomfal.
En la capella del costat de l'Evangeli hi ha el túmul Donís I, de la 1a meitat del segle XIV, important monument medieval portugués (molt danyat pel terratrèmol de 1755 i per les invasions franceses; el jacent, refet al segle xix, no respecta la traça original). En l'altra capella, del costat de l'Epístola, es troba el túmul (buit) de Maria Alfons, filla del rei Dionís. En destaquen l'antiga cuina i el refetor, així com els claustres originals, cinccentistes – el claustre de la Moura, de dos pisos, i el claustre Nou, decorat amb taulells del segle xvii.

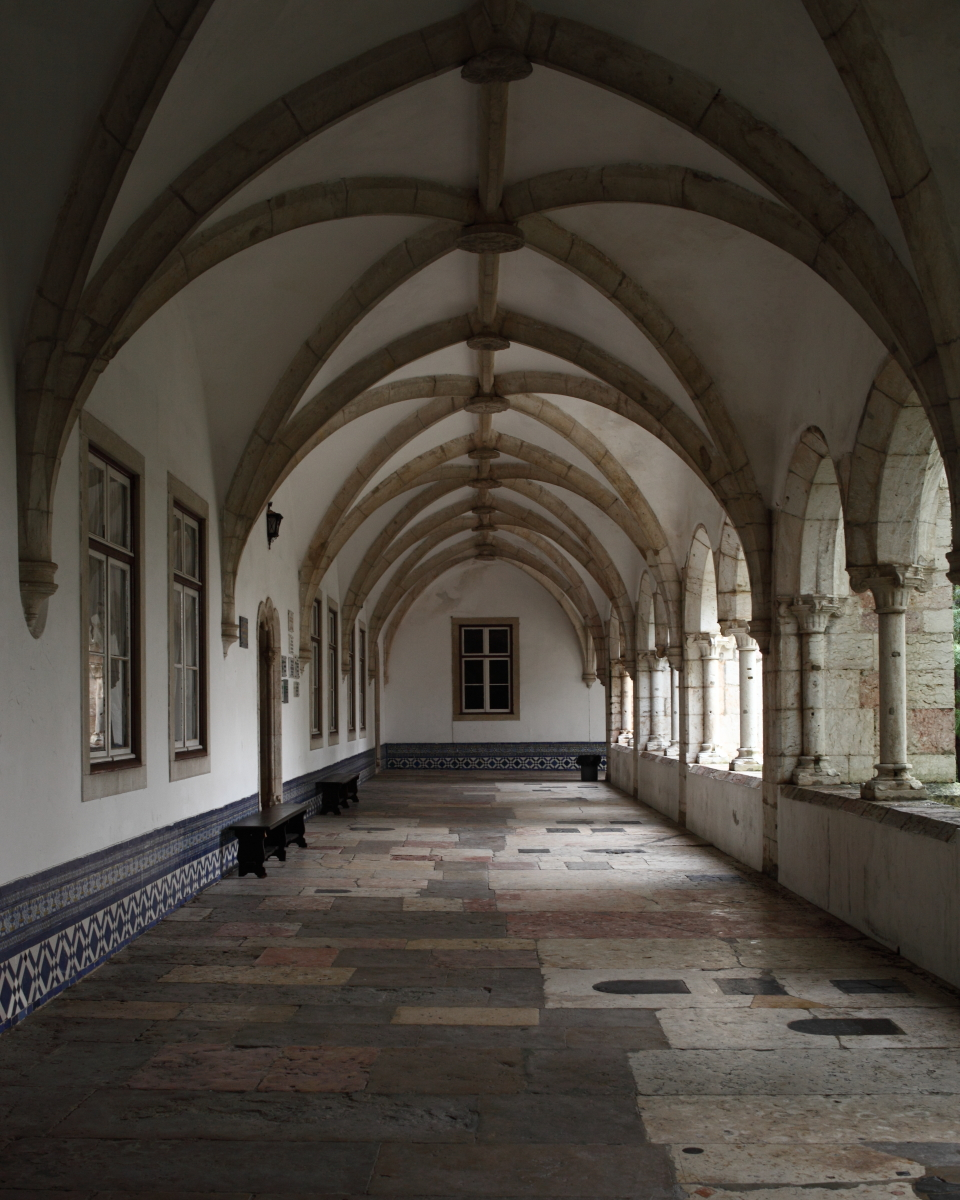
Claustre Nou (s. XVI)

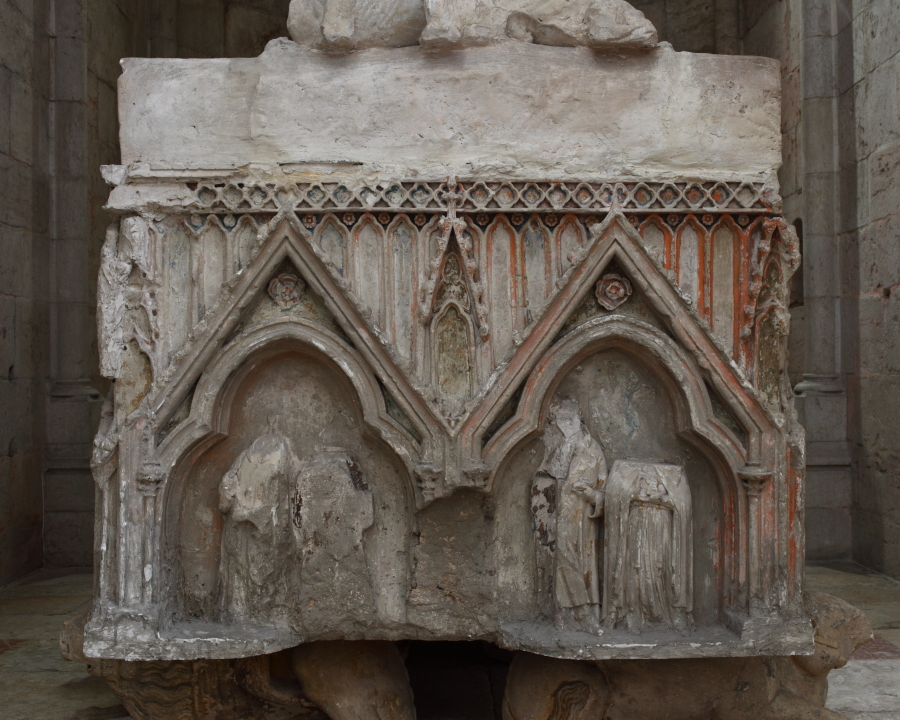
Túmul de Dionís I (detall)

El monestir fou escenari de l'Auto da Cananea, de Gil Vicente, encomanat per l'abadessa Violante Cabral, germana de Pedro Álvares Cabral, per a representar-s'hi. Una de les ocupants més famoses del monestir fou la Madre Paula, monja amant del rei Joan V.
Objecte de diverses ocupacions, el Monestir d'Odivelas va ser, des de l'inici del segle xx, un col·legi femení per a filles de militars, l'Institut d'Odivelas (1902-2015), i depenia del Ministeri de Defensa.